# Spasitel (Simpsonovi)
Spasitel, v anglickém originále Santa's Little Helper (doslovným překladem Santův malý pomocník), je fiktivní postava z amerického animovaného seriálu Simpsonovi. Je to chrt rodiny Simpsonových. V původním znění jeho zvuky nejdříve namlouval Frank Welker a od 7. řady Dan Castellaneta. Pes byl představen v první epizodě seriálu, vánočním dílu Vánoce u Simpsonových z roku 1989, ve kterém ho jeho majitel opustí, protože skončil poslední v závodě chrtů. Homer Simpson a jeho syn Bart, kteří jsou na dostihovém závodišti v naději, že vyhrají nějaké peníze na vánoční dárky, se rozhodnou psa adoptovat. 
Spasitel se od té doby v seriálu Simpsonovi objevuje často a je středobodem zápletek několika epizod. V průběhu seriálu zplodil vrhy štěňat, prošel školou poslušnosti, nahradil Duffmana jako maskot piva Duff a byl vycvičen jako policejní pes na springfieldské zvířecí policejní akademii. Některé z epizod, které se zaměřují na Spasitele, byly inspirovány populární kulturou nebo skutečnými zážitky, kterými prošli tvůrci pořadu. 
Ačkoli jsou kreslená zvířata často polidštěna, Spasitel obecně vykazuje psí chování. Spasitel se stal oblíbenou postavou po svém vystoupení v seriálu Simpsonovi. V roce 2003 se umístil na 27. místě v televizním speciálu 50 Greatest TV Animals, který sestavila společnost Animal Planet na základě popularity, známosti jména a dlouhověkosti pořadů. Objevil se také na zboží souvisejícím se Simpsonovými, jako jsou videohry, stolní hry a komiksy.

## Role vSimpsonových
Spasitel je chrtí pes, který je domácím mazlíčkem rodiny Simpsonových. V seriálu je často k vidění v menších výstupech, ačkoli v některých epizodách se objevil více, včetně prvního dílu Simpsonových. V této epizodě nazvané Vánoce u Simpsonových (1. řada, 1989) Homer zjistí, že nemá peníze na nákup vánočních dárků pro rodinu. Zoufale se snaží o zázrak, a tak se s Bartem vydá na Štědrý den na dostihy chrtů v naději, že vyhraje nějaké peníze. Přestože má Homer interní informace o tom, který pes má největší šanci vyhrát, vsadí si raději na poslední chvíli na Spasitele, protože věří, že jméno psa – v původním znění Santa's Little Helper (Santův malý pomocník) – inspirované Vánocemi je znamením. Chrt však skončí poslední. Když Homer a Bart opouštějí závodiště, sledují, jak majitel psa kvůli prohře v závodě opouští. Bart prosí Homera, aby si psa nechali jako domácího mazlíčka, a ten souhlasí poté, co ho Spasitel láskyplně olízne na tvář. Když se Bart a Homer vrátí domů, zbytek rodiny se domnívá, že Spasitel je vánočním dárkem. Po letech rodina v dílu Psí život (31. řada, 2020) najde chovatele a trenéra Lese Moora a Spasitel se svou matkou Psí Bisky.
V různých epizodách je možné vidět Spasitele, jak žvýká noviny a další předměty v domácnosti Simpsonových, ničí nábytek a na dvorku hloubí díry. V epizodě Spasitel trapitel (2. řada, 1991) se mu podaří rozzuřit celou rodinu tím, že zničí cenné předměty v domácnosti. V důsledku toho se Homer a Marge chtějí psa zbavit, ale Bart a Líza je přesvědčí, že ho lze vycvičit ve škole poslušnosti. Spasitel si tam nevede dobře, protože Bart není ochoten používat škrtící řetěz, který mu navrhl instruktor. Večer před závěrečnou zkouškou si Bart a Spasitel hrají v domnění, že to bude jejich posledních pár společných hodin. Toto sblížení prolomí komunikační bariéru, což psovi umožní porozumět Bartovým povelům, a následně složit školu poslušnosti.
Spasitel se stal otcem několika štěňat. V díle Dva tucty a jeden chrt (6. řada, 1995) uteče na psí dostihy, kde se spáří s fenkou chrta jménem Nejrychlejší. Ta později porodí 25 štěňat, a když se o ně Simpsonovi už nemohou starat, rozhodnou se je prodat; pan Burns však štěňata ukradne a chce z nich vyrobit smoking. Než to však udělá, citově se ho dotknou. To ho přesvědčí, aby už nikdy nenosil kožešinu a místo toho ze štěňat vychoval závodní psy světové úrovně. Spasitel zplodí další vrh štěňat s pudlem doktora Dlahy v epizodě Krustyho zkouška z dospělosti (15. řada, 2003). Tato štěňata jsou rozdána obyvatelům města.
V některých epizodách rodina psa zanedbává nebo se k němu chová nepříznivě, v epizodě Spasitel zabijákem (3. řada, 1992) málem umírá na nadýmání a rodina se rozhodne udělat rozpočtové škrty, aby mohla zaplatit potřebnou operaci. Přestože se psovi podaří zachránit život, rodina začne pociťovat tíhu svých obětí a začne se k němu chovat špatně, což způsobí jeho útěk. Nakonec skončí v držení pana Burnse, který ho vycvičí v zákeřného útočného psa. O několik dní později Bart narazí na vycvičeného Spasitele a je napaden, ale chrt nakonec pozná svého starého přítele. V díle Psí pozdvižení (8. řada, 1997) Bart použije falešnou platební kartu, aby si ze zásilkového katalogu koupil dobře vycvičenou drsnou kolii jménem Laddie. Laddie se naučí mnoho triků, které Spasitel vůbec neumí, a rodina Simpsonových na svého starého mazlíčka téměř zapomene. Bart se nakonec místo Laddie vzdá Spasitele, když mu vše, co podvodně koupil, zabaví exekutoři. S pocitem viny za tuto neloajalitu a znuděný svým příliš dokonalým novým psem se ho Bart snaží získat zpět. Když ho konečně najde, slouží Spasitel jako vodicí pes pro slepce, ale nakonec se rozhodne vrátit k rodině.
V epizodě Stůj, nebo můj pes vystřelí (18. řada, 2007) se Spasitel stane místním hrdinou poté, co najde ztraceného Homera, a Simpsonovi se rozhodnou přihlásit ho na zvířecí policejní akademii. Jeho nová práce bojovníka se zločinem ho však znudí a jednoho dne doma kousne Barta. Simpsonovi proto musí psa poslat pryč, aby žil se strážníkem Louem. Vrátí se však poté, co ve škole zachrání Barta před toxickým oblakem kouře a poté odejde od policie. V díle Lepší holub v hrsti než pes v boudě (22. řada, 2010) se Bart na psa naštve poté, co Spasitel sežere holuba se zlomenou nohou, kterého Bart ošetřoval, a není schopen mu odpustit. Simpsonovi ho proto dají pryč na pštrosí farmu. Tam se s ním Bart rozloučí a vysvětlí mu, že by nikdy neměl žrát ptáky. Bart se pak s rozzuřeným pštrosem popere. Poté, co si vzpomene, že mu bylo řečeno, že zabíjet ptáky je špatné, přestane Bartovi v boji pomáhat, zmatený vlastní loajalitou (kvůli Bartovi nebo jeho příkazům), a nechá Barta pštrosa uškrtit. Bart si pak uvědomí, že nemohl pomoci holuba zabít, a omluví se. Poté se rodina vrací domů i se psem.
Spasitel v epizodě Starý zbabělec (14. řada, 2003) nahradil Duffmana jako maskot piva Duff poté, co byl viděn, jak pije z plechovky piva tak, že ji balancuje na nose. Stal se známým jako Suds McDuff a zvýšil prodej piva Duff, díky čemuž se zvýšilo rodinné jmění. To však přimělo jeho původního slizkého majitele a závodního trenéra, aby navštívil Simpsonovy a dokázal, že je majitelem psa. Později rodinu napadne, že pokud se jim podaří získat Duffmana, který nahradí Sudse jako maskota Duffu, mohou získat svého psa zpět. Plánují, že Duffmana promění v hrdinu na akci plážového volejbalu sponzorované pivem Duff; jejich plán však selže a novým maskotem se místo něj stane opilý žralok, kterého na akci objeví. Spasitel se ochotně vrátí k rodině Simpsonových.

## Vytvoření a vývoj
Spasitel se v Simpsonových poprvé objevil v první epizodě seriálu Vánoce u Simpsonových, která byla odvysílána 17. prosince 1989. Od té doby se stal opakující se postavou. Tvůrce Simpsonových Matt Groening v roce 2000 pro TV Guide uvedl, že „vánoční epizodou jsme se (štáb) zahnali do kouta. Jakmile jsme psa do seriálu napsali, už jsme s ním zůstali.“ Jméno Santa's Little Helper (Santův malý pomocník) bylo vybráno, protože podle scenáristy Ala Jeana „jsme potřebovali jméno, které by Homera inspirovalo k sázce na něj, znamení, vánoční jméno, protože se sázelo na Štědrý den. Ale v té době nikdo nepřemýšlel dlouhodobě. Neuvažovali jsme o tom, co se může stát za deset let, až budeme muset toto jméno používat.“ Ačkoli byl díl Vánoce u Simpsonových prvním dílem seriálu, který se vysílal v televizi, byl osmým dílem, který štáb vytvořil. Byl vybrán k odvysílání jako první, protože u ostatních epizod se vyskytly problémy s animací. Jean v roce 2001 řekl deníku Houston Chronicle, že poté, co byla odvysílána první epizoda a „v dalších sedmi nebyl pes, lidé se divili proč“. V roce 2003 také řekl, že štábu se líbily první epizody, které se soustředily na něj, zejména Vánoce u Simpsonových, což je důvod, proč o něm vznikly další epizody.
Scenárista John Swartzwelder poznamenal, že členové štábu seriálu píší postavu Homera stejným způsobem, jako píší Spasitele: „Oba jsou věrní. Oba mají stejný citový rozsah. A oba budou vrčet a možná i vyštěknou, když se jim pokusíte vzít jídlo.“. Ačkoli se zvířata v kreslených seriálech často chovají s „pololidským vědomím“, Groening v audiokomentáři na DVD k epizodě Dva tucty a jeden chrt řekl, že dává přednost tomu, aby se zvířata v kreslených seriálech chovala přesně tak, jak se chovají ve skutečném životě. Výsledkem je, že Spasitel je v seriálu zobrazován právě tímto způsobem. V rámci gagů se však vyskytly výjimky, ale většinou se štáb Simpsonových snaží, aby se zvířata chovala realisticky. Několik novinářů se vyjádřilo k nedostatku inteligence chrtů. V článku, který Simpsonovy srovnával s animovaným seriálem Griffinovi, Todd Camp z deníku Fort Worth Star-Telegram poznamenal, že „ačkoli je Spasitel možná jediným Simpsonem, který je hloupější než Homer, psík Griffinových je nejchytřejším členem domácnosti“. V roce 1991 popsala Alison Ashtonová z Copley News Service Spasitele jako „milého a hloupého psa“. Tom Coombe z The Morning Call v roce 2002 napsal, že „fanoušci Simpsonových vám řeknou, že pes kreslené rodiny (…) je často hloupý, neposlušný a skotačivý. Fanoušci skutečného plemene si udělají jiný obrázek – o psech, kteří jsou mírumilovní, láskyplní a nemají sklony ke slintání a funění.“
Některé nápady na epizody, v nichž vystupuje Spasitel, vycházejí ze skutečnosti. Zápletka dílu Spasitel zabijákem vycházela ze Swartzwelderových zkušeností s jeho vlastním psem, který také trpěl nadýmáním. Na rozdíl od událostí v epizodě však Swartzwelderův pes léčbu nepodstoupil, protože operace byla příliš drahá a pes byl příliš starý. Ryan Ellem z deníku Gold Coast Bulletin v roce 2005 poznamenal, že dilema rodiny Simpsonových s náklady na veterinární zákrok je reálným dilematem, kterému čelí mnoho rodin, které vlastní psy. Další nápady na epizody pocházejí z populární kultury. Například Spasitel, který je otcem 25 štěňat v epizodě Dva tucty a jeden chrt, je parodií na 101 dalmatinů, a technika pana Burnse, který psu v epizodě Spasitel zabijákem vymyje mozek, paroduje film Mechanický pomeranč. Susan McHughová, která přednáší teorii zvířat, literatury a kultury na University of New England, ve své knize Dog z roku 2004 napsala, že „zůstávaje věrný svým nepravděpodobným zachráncům, chlapci Bartovi a jeho otci Homerovi, se tento chrt stal podnětem k satiře současné psí kultury, od autoritářských výcvikových metod Barbary Woodhouseové (v dílu Spasitel trapitel) až po bezchybnou službu Lassie status quo (v dílu Psí pozdvižení)“.

### Zvuky
Ačkoli dabér Dan Castellaneta příležitostně namluvil Spasitele v epizodních rolích, americký hlasový umělec Frank Welker nejčastěji vytvářel zvuky psa a dalších zvířat v seriálu od dílu Spasitel trapitel, který se vysílal 7. března 1991, po Domove, sladký domove, který se vysílal 1. října 1995. Na svých oficiálních webových stránkách v roce 2007 Welker uvedl, že se mu líbilo ztvárňovat Spasitele, protože pes byl „sympatickou“ postavou. Welker byl za své výkony v pořadu chválen členy štábu. David Mirkin poznamenal, že „dokáže zahrát cokoli a perfektně mu to sedí. Člověk zapomene, že poslouchá chlapa, a je radost s ním pracovat.“ Groening poznamenal, že byl „neuvěřitelně dobrý“ v předvádění zvířecích zvuků. Po roce 1995 začal Spasitelovy zvuky vytvářet Castellaneta, zatímco Welker předváděl jiné zvířecí zvuky až do svého úplného odchodu v roce 2002, kdy mu byl odmítnut nárůst platu. V sekci otázek a odpovědí na svých webových stránkách Welker prozradil, že důvodem, proč přestal vystupovat jako Spasitel, bylo, že „producenti si mysleli: ‚Hmmm, Dan štěká docela dobře, už ho platíme a zdá se, že rád dělá ty psí věci… Proč musíme platit Welkera, který sem přijde, stráví tu necelou hodinu, sní všechny koblihy, odmítá chodit na zkoušky? Dejme toho zatraceného psa prostě Danovi!‘.“

## Přijetí
Spasitel se díky svému účinkování v seriálu stal známým psem. List The Grand Rapids Press v roce 2002 napsal, že „všichni víme, kdo jsou Homer, Marge, Bart, Líza a Maggie, a většina Američanů pravděpodobně zná jejich domácí mazlíčky, Spasitele a Sněhulku II.“. McHugh v časopise Dog napsal, že zatímco Master McGrath byl nejslavnějším chrtem 19. století, „nejpopulárnějším chrtem o sto let později“ je Spasitel. V televizním speciálu 50 Greatest TV Animals, který moderoval Mario Lopez a který byl vysílán na Animal Planet v roce 2003, se tento pes umístil na 27. místě. Na seznamu se dále objevili Lassie (1. místo), Eddie (5. místo), Snoopy (6. místo), Scooby-Doo (13. místo) či Rin Tin Tin (14. místo). Podle pisatele pro McClatchy News Service byl žebříček „určen podle popularity, známosti jména a délky trvání pořadu“.
Mezi fanoušky a kritiky byl Spasitel většinou přijat kladně. V roce 2008 se umístil na 7. místě v anketě Cesara Millana Dog Whisperer, která určovala „nejoblíbenějšího televizního psa všech dob“. Na prvním místě se v této anketě umístila Lassie. Kromě toho Spasitele čtenáři Simpsons Comics ve Velké Británii v roce 2010 zvolili desátou nejoblíbenější postavou Simpsonových. V seznamu 12 nejoblíbenějších psů z kreslených, komiksových a animovaných filmů uvedli autoři listu The Tampa Tribune Spasitele na šestém místě a napsali: „Obdivujeme jeho optimistickou povahu i poté, co mu pan Burns zlomil nohy a Bart ho opustil kvůli jinému psovi, Laddie.“. V roce 2006 se také umístil na 75. místě v seznamu 100 největších psů historie popkultury, který sestavil autor časopisu Retrocrush Robert Berry.
Postava však sklidila i kritiku. Při hodnocení epizody Spasitel trapitel v roce 2010 napsal Nathan Rabin z The A.V. Clubu: „Na poměry kreslených psů je Spasitel neobyčejně nevýrazný. V říši agresivně antropomorfních psů, z nichž někteří mají silné vady řeči, nemluví, nemudruje ani nedělá vylomeniny. Jeho schopnosti a síly začínají a končí žvýkáním, vyprazdňováním a pravidelným podřimováním. Však víte, přesně jako skutečný pes. V důsledku toho bývají epizody věnované Spasitelovi poněkud ospalé, a to i vánoční speciál Simpsonových, který seriál uvedl.“.
V roce 2022 označil Yard Barker Spasitele za 12. nejpamátnějšího televizního mazlíčka.

## Další výskyty
Od svého prvního vystoupení v seriálu Simpsonovi se Spasitel objevuje ve zboží souvisejícím se seriálem. Na obrázku deskové hry The Simpsons Clue, kterou v roce 2000 vydala společnost USAopoly na motivy hry Clue, je zobrazen, jak pije pivo Duff, které se vylilo na podlahu. V další deskové hře vydané společností USAopoly s názvem The Simpsons Monopoly, jež vychází ze hry Monopoly a byla vydána v roce 2001, je pes vyobrazen jako jedna ze šesti cínových hracích figurek. Spasitel se objevil také v číslech Simpsons Comics, v Simpsonových ve filmu z roku 2007 a ve videohrách na motivy Simpsonových. Kromě toho se pes dostal do podoby akčních figurek od společnosti McFarlane Toys, akčních figurek od Playmates Toys v sérii World of Springfield a plyšových hraček. V části Springfield obklopující atrakci The Simpsons Ride v Universal Studios Florida a Universal Studios Hollywood je jedna pouťová hra tematizována jako „Pomocník Spasitele“.

## Kulturní vliv
Spasitel ovlivnil skutečný život tím, že po něm byl pojmenován nápoj na bázi espressa v oceňované restauraci a baru Bambara v hotelu Monaco v Salt Lake City. Barman Ethan Moore řekl v roce 2004 deníku The Salt Lake Tribune, že je to „jeden z nejoblíbenějších svátečních nápojů“ v Bambaře. Kromě toho po něm byla pojmenována firma na venčení a hlídání psů v New Yorku, která se jmenuje „Santa's Little Helper Dog Walking and Pet Sitting“. Chrt sám se také objevil na obálce vydání časopisu TV Guide z 16. října 2000. Toto číslo vyšlo s 24 různými obálkami, na všech byly různé postavy ze Simpsonových.